# 大宅

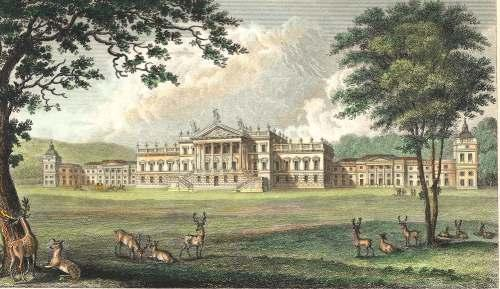
位于英国约克郡的文特沃思·伍德豪斯别墅是该国最大的私人宅邸。
图片选自托马斯·艾伦（Thomas Allen）于1828年至1830年期间创作的作品《约克郡全史（A Complete History of the County of York）》

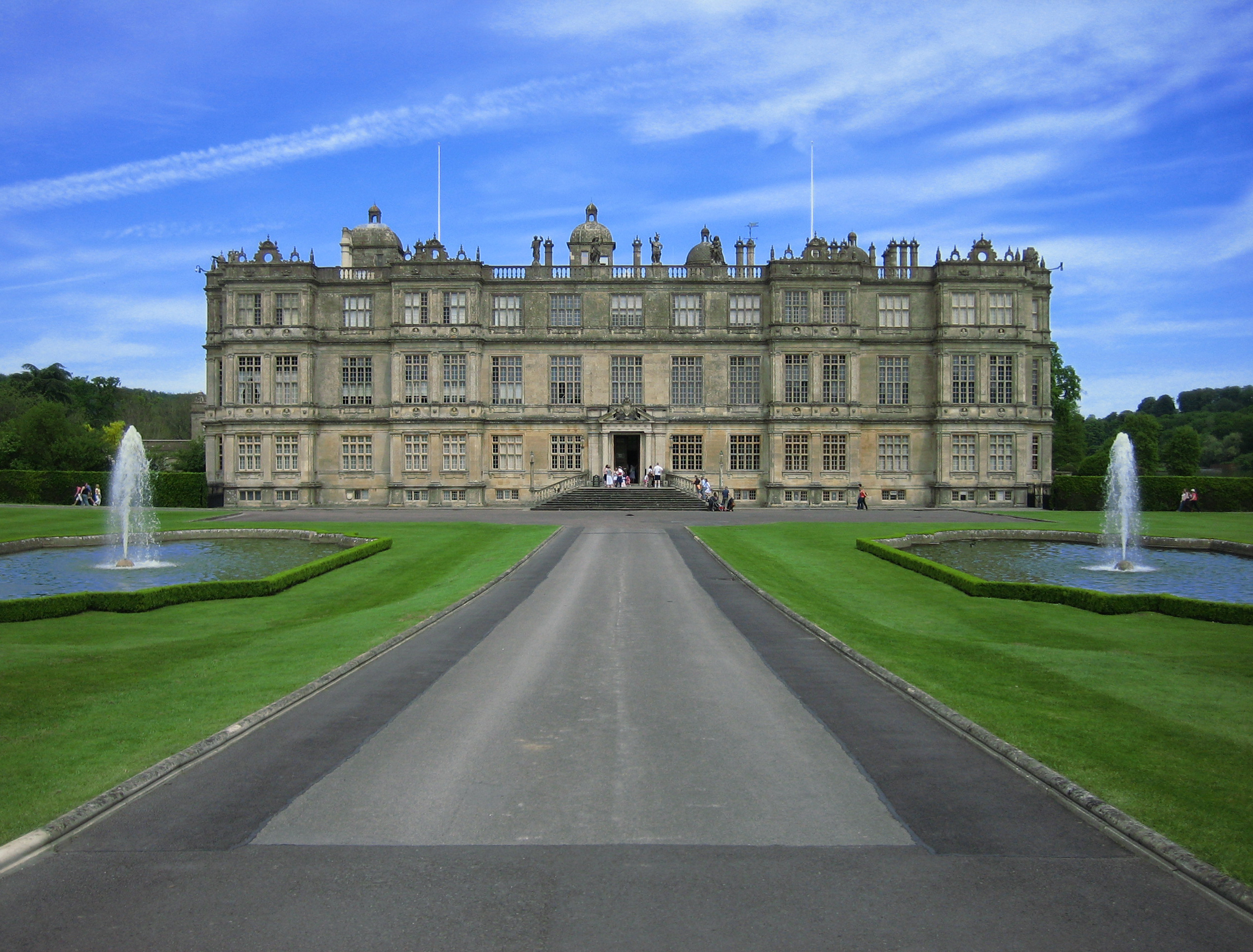
位于英国威尔特郡的朗利特别墅。该别墅为巴斯侯爵的府邸。

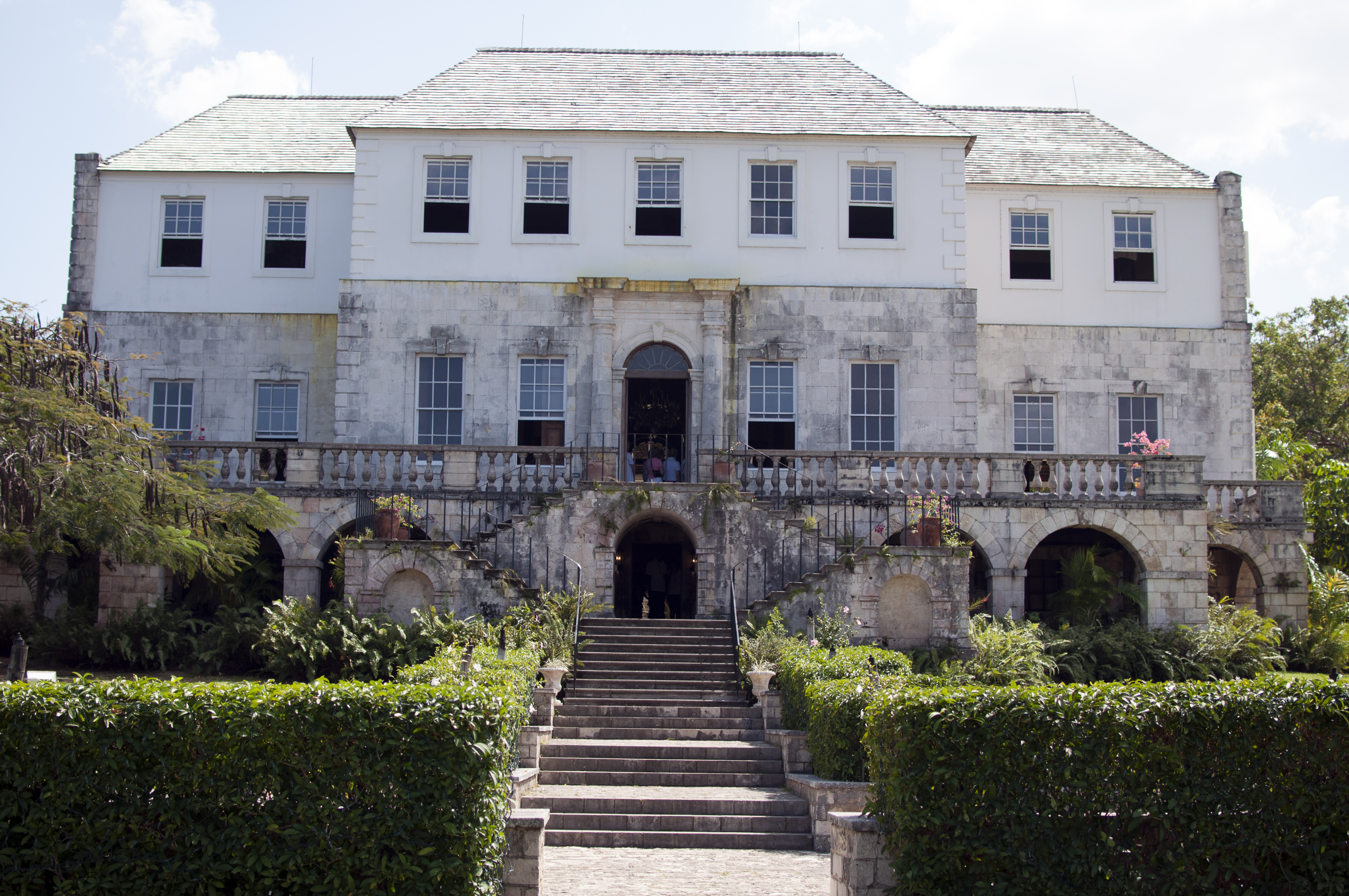
位于牙买加的玫瑰堂大宅。

大宅（英語：Great House）是指拥有豪华家具装修与庞大室内及户外工作随侍的大型别墅或宅第。

## 家政管理
对于大型庄园或拥有超过一处房产的家庭来说，他们可能会雇佣或任命一名看管人（Steward），由他监督所有物业管理的方向。这是一个类似现代“物业经理”的职务。而在今天，这个职责在夫妻之间内部分担的情况也越来越多。需要注意的是，一栋房产的最高管理者并不是管家，而是看管人（或称“物业经理”）。与管家相比，看管人通常具有财务及人力资源管理方面的专业背景。具体情况通常视家庭的规模或雇主喜好而定，但在通常情况下，家政管理的主要人员如下：
| 職位   | 描述 |
| ------ | --- |
| 管家   | 大多数家庭内家政团队的主管；主要负责管理餐具室、酒窖和餐厅；家政团队的男性员工向其报告工作。在一些规模较小的宅邸内，管家通常还会充任男主人的近侍。管家一般由家庭男主人聘用，但通常向女主人（少数情况下向女管家）汇报工作。 |
| 家廚   | 负责管理厨房及厨房工作人员。家廚通常会和几名厨师一起工作。家廚通常直接向女主人汇报工作，少数情况下向女管家汇报。在西方，如果家廚是女性，那么不管其婚姻状况如何都称呼其为“某夫人”。                                         |
| 女管家 | 负责管理房间及家具整洁；家政团队中的女性员工向其汇报工作；但在有些情况下她会是整个家政团队的主管。在西方，通常情况下，无论其婚姻状况如何，一般都称呼女管家为“某夫人”。                                                     |

### 支持团队
- 司机员

- 近侍：家庭男主人的贴身随从。

- 贴身女伴（英语：Lady's companion） / 女主人侍女（英语：Lady's maid）：家庭女主人的贴身随从。

- 女家庭教師 / 褓姆 / 私人教师（英语：Tutor）：主要负责对家庭孩子的管理和教育。

### 初级团队
- 男仆（英语：Footman）
- 资浅男仆（英语：Useful man）
- 僮僕（英语：Hall boy）
- 女仆
  - 杂役女仆（英语：Between maid）
  - 房间女仆（英语：Chambermaid）
  - 厅堂女仆（英语：Housemaid）
  - 厨房女仆（英语：Kitchen maid (domestic worker)）
  - 浣衣女仆（英语：Washerwoman）
  - 育婴女仆（英语：Nursemaid）
  - 客厅女仆（英语：Parlourmaid）
  - 洗碗女仆（英语：Scullery maid）
  - 蒸馏室女仆（英语：Still room maid）
- 信童（英语：Page (servant)）
- 女装裁缝（英语：Dressmaker）

## 庭院管理
庭院管理的职责在于对庭院、园林及附属建筑物（例如：泳池、畜栏、马厩、温室等）的维护和保养，其职责具体划分如下：
| 職位     | 描述                                                               |
| -------- | ------------------------------------------------------------------ |
| 园丁主管 | 负责管理宅邸附属庭院及在这些土地上从事种植与收获的男女长工或短工。 |
| 司牧     | 负责饲养动物的人员的头衔，主要特指负责马术、猎狐或宠物豢养的人员。 |
| 猎场看守 | 负责饲养动物的人员的头衔，主要特指负责马术、猎狐或宠物豢养的人员。 |

### 支持团队
- 园丁
- 场地管理（英语：Groundskeeping）
- 马夫
- 水电工

## 著名大宅
| - 贝尔克特城堡 - 博尔特城堡 - 比特摩尔庄园 - 听涛山庄 - 伯利庄园 | - 切森特大宅 - 伊顿庄园 - 榆树府邸 - 哈特菲尔德庄园 - 赫斯特城堡 | - 希尔伍德庄园 - 候克汉厅 - 海德公园 - 莱顿大宅 - 林德赫斯特府 | - 伦敦市长官邸 - 云石别墅 - 摩尔厅 - 摩斯纳城堡 - 玫瑰山庄 | - 玫瑰厅 - 锡永宫 - 老韦斯特伯里花园 - 白宫 - 沃本修道院 |

## 相关作品
大宅中侍从、仆人们之间那些错综复杂的阶级关系已经被改编成数部影视作品，这包括：

| - 白宫秘史 - 故园风雨后 - 唐顿庄园 | - 爱德华城堡 - 高斯福大宅谋杀案 - 告别有情天 | - 蝴蝶梦 - 楼上楼下 - 主仆轶事 |

·第五人格 (游戏)

## 关联条目
- 豪宅
- 不动产
- 家屋社会
- 司马（英语：Master of the Horse）：由王室任命的官职，通常只具有礼仪性质。其有点类似中国古代职衔“司马”。
- 司犬：在狩猎（通常特指“猎狐”）活动负责财务工作的职位。